# دارون
latitudeدارونlongitudeدارون
دارون (به انگلیسی: Darwen) یک شهرک در بریتانیا است که در انگلستان واقع شده‌است.

## خصوصیات
دارون ۷٫۵۸ کیلومترمربع مساحت و ۳۱٬۵۷۰ نفر جمعیت دارد.